# Боднар Катерина Филимонівна
Катерина Филимонівна Боднар (7 грудня 1932, Непоротове, нині Сокирянського району Чернівецької області) — бібліотекознавець, Заслужений працівник культури України.

## Біографія
Народилася 7 грудня 1937 року в селі Непоротове, Хотинського повіту Бессарабії, нині Сокирянський район Чернівецької області. У 1941 році закінчила 1-й клас української школи, в 1944-му — 3-й румунської, а у 1949 р. 7-й клас української школи. У 1952 році закінчила Чернівецький культуроосвітній технікум, згодом Київський університет культури.
Працювала у Сокирянській районній бібліотеці, у 1963—67 рр. — у Чернівецьких бібліотеках: обласній для дітей, міській № 3, впродовж 1968—70 рр. — у Кіцманській районній бібліотеці, у 1971—74 рр. — методист Вижницької районної бібліотеки. У 1975 р. організовувала і проводила централізацію біблотечної системи цього передгірного району і до 1982 р. працювала її директором. Міністерство культури України схвалило ефективність централізації Вижницької централізованої бібліотечної системи. Вивчати досвід приїздили з Івано-Франківської, Тернопільської областей України, з Києва, сусідньої Республіки Молдови, Росії, Румунії, Канади…
У 1982—1992 рр. — заступник директора Чернівецької обласної універсальної наукової бібліотеки імені Михайла Івасюка. Після виходу на пенсію була запрошена на посаду завідувача сектором депозитарного зберігання цінних і рідкісних книг. З 2003 р. очолювала відділ зберігання основного фонду.

## Нагороди та відзнаки
- Заслужений працівник культури України.[1]
- Медаль «Захисник Вітчизни».
- Медаль «Ветеран праці».